# Jenifer Brening
Jenifer Brening est une chanteuse allemande, née le 15 décembre 1996 à Berlin-Zehlendorf en Allemagne. Elle représenta Saint-Marin au Concours Eurovision de la chanson 2018, à Lisbonne, au Portugal, après avoir remporté la sélection nationale saint-marinaise, 1 in 360, avec la chanson Who We Are, qu'elle interprète en featuring avec la chanteuse maltaise Jessika Muscat. 

## Carrière
Jenifer Brening participe en 2012 à l'émission de télé-crochet The Winner Is..., et termine dans les quatre derniers lors de la finale. Elle participe en 2014 à la onzième saison de Deutschland sucht den Superstar.
Elle participe au programme 1 in 360, pour représenter Saint-Marin au Concours Eurovision de la chanson 2018. Elle atteint la finale, et se classe troisième avec la chanson Until The Morning Light et son featuring sur la chanson Who We Are de Jessika remporte la sélection. Elle participe donc au Concours, lors de la seconde demi-finale du 10 mai 2018 avec Jessika. Elles ne parviennent pas à se qualifier pour la Finale, finissant à la dix-septième place avec 28 points.

## Dernières publications

### Albums
- 2016 : Recovery

### Singles
- 2018 : Until The Morning Light

#### Featurings
- 2018 : Who We Are (avec Jessika)